# Distrito electoral de West Pleasant Home
West Pleasant Home (en inglés: West Pleasant Home Precinct) es un distrito electoral ubicado en el condado de Polk en el estado estadounidense de Nebraska. En el Censo de 2010 tenía una población de 604 habitantes y una densidad poblacional de 3,49 personas por km².

## Geografía
West Pleasant Home se encuentra ubicado en las coordenadas 41°6′42″N 97°45′42″O / 41.11167, -97.76167. Según la Oficina del Censo de los Estados Unidos, West Pleasant Home tiene una superficie total de 173.15 km², de la cual 172.91 km² corresponden a tierra firme y (0.14%) 0.24 km² es agua.

## Demografía
Según el censo de 2010, había 604 personas residiendo en West Pleasant Home. La densidad de población era de 3,49 hab./km². De los 604 habitantes, West Pleasant Home estaba compuesto por el 97.85% blancos, el 0% eran afroamericanos, el 0.17% eran amerindios, el 0.17% eran asiáticos, el 0% eran isleños del Pacífico, el 0.33% eran de otras razas y el 1.49% pertenecían a dos o más razas. Del total de la población el 1.99% eran hispanos o latinos de cualquier raza.